# Ad libitum
Der Ausdruck ad libitum (abgekürzt ad lib.) ist lateinisch und bedeutet „nach Gutdünken“, „nach Belieben“.

## Anwendungsbereiche

### Musik
In der Musik steht die Bezeichnung:
- in notierter Musik allgemein für eingeräumte Freiheiten bei der Interpretation eines Werkes hinsichtlich Vortrag, Tempo oder Besetzung, beispielsweise
  - bei Tempoänderungen (Agogik),
  - oder beim Ausschmücken von Melodien mit eigenen Ideen.

Bei Besetzungsangaben (etwa „Chor, Orgel ad lib.“) ist jedoch gemeint, dass das genannte Instrument (die Orgel) wegbleiben kann.
Der solistische Teil kurz vor dem Ende des Kopfsatzes eines Instrumentalkonzerts, die sogenannte Kadenz, wurde bis in die Wiener Klassik von den Komponisten nicht vorgeschrieben. Es war dem Solisten gestattet, sein Können durch eigene Komposition oder Improvisation ad libitum unter Beweis zu stellen; heute spielt man meist die vom Komponisten komponierte Kadenz.
- im Hip-Hop als „adlibs“ für eine Gesangspraxis, bei der kurze Interjektionen und Füllwörter in den Vortrag eingeflochten werden, die mit dem eigentlichen Text nicht in Zusammenhang stehen.[1]

### Landwirtschaft und Tierversuche
In der Landwirtschaft wird der Begriff bei der Tier-Fütterung und den dazugehörenden Versuchen verwendet, falls die Tiere jederzeit frei über die Menge an Wasser und Nahrung verfügen können, beides also nicht zugeteilt wird. Hier wird ad libitum im Sinne von „nicht portioniert“ verwendet.

### Medizin
In der Schweiz wird der Begriff im Zusammenhang mit bestimmten Medikamenten für Schmerz- oder moribunde Patienten verwendet. Das sind meist stark wirksame Analgetika oder intravenös verabreichtes Morphin. Durch ad lib. auf dem Verschreibungsformular wird ein Tageslimit explizit aufgehoben.
Bei einer „Ad-lib.“-Verordnung kann die verabreichende Pflegeperson bei ausbleibender oder ungenügender Wirkung über eine Erhöhung der Dosis oder des Applikationsintervalls entscheiden, ohne jedes Mal beim Arzt eine neue Verordnung einholen zu müssen; die „Ad-lib.“-Verordnung bleibt somit bis auf Widerruf durch den Arzt bestehen.
In der Neu- und Frühgeborenenpflege wird der Begriff häufig im Zusammenhang mit der Ernährung des Kindes verwendet, womit eine obere Grenze der Nahrungsmenge aufgehoben wird und das Kind so viel trinken darf, wie es möchte.

### Liturgie
In der Liturgie werden fakultative Elemente als ad libitum gekennzeichnet. Dies trifft beispielsweise auf die Sequenz von Fronleichnam zu, aber auch auf das Credo an bestimmten Tagen. Die lateinische Bezeichnung für nichtgebotene Gedenktage lautet ebenfalls memoria ad libitum.